# Дагомейська міфологія

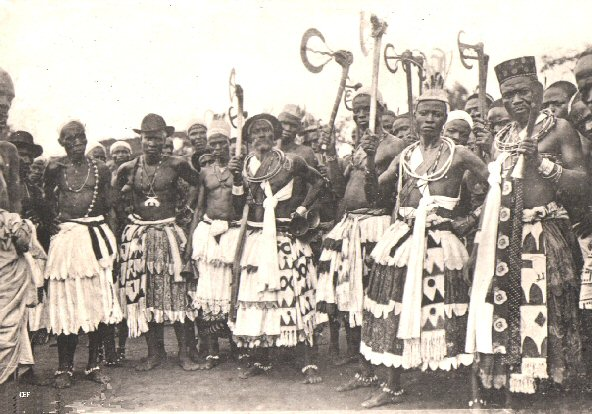
Відомі знахарі і чаклуни на святкуванні в столиці королів-ства фон м. Абомеї з нагоди обрання нового короля, 1908

Дагоме́йська міфоло́гія — комплекс міфологічних уявлень дагомейців (південні і центральні райони сучасного Беніну), ядро яких склали племена фон. Дагомейська міфологія типологічно близька міфології йоруба, що, можливо, почасти обумовлюється взаємовпливом і безпосередніми запозиченнями.

## Космогонічні вірування
Головним в розвиненому політеїстичному пантеоні в міфах фон виступає Маву-Ліза — «небесне» божество з недостатньо чітко вираженими якостями (deus otiosus); більш чітко вимальовується його функціональна роль: він — вождь пантеону і прабатько (згідно з іншими варіантами міфу про створення світу, прабатьком є Айдо-Хведо, Нана-Бу луку). Верховенство Маву-Ліза значною мірою номінально: він передав управління природою, людьми богам, за кожним з яких закріплена певна, завжди конкретна область діяльності. Згідно раннім міфам, Маву і Ліза — роздільні божества, близнюки, породжені Нана-булук, який передав їм панування над світом. Маву (місяць) живе на заході, управляє вночі, Ліза (сонце) живе на сході, править днем. Місячні і сонячні затемнення викликані подружніми стосунками Маву і Ліза. Маву уособлює мудрість світу, Ліза — силу. В одному з варіантів близнюки Маву і Ліза породили сина Дана. За деякими міфам, Ліза — син деміурга Маву, який створив землю, а потім віддалився на небо. Маву, побачивши зверху неблагополуччя на землі через невміння людей користуватися її благами, послав Ліза на землю для удосконалення життя на ній, вручивши йому жезл (гугбаса). Ліза (як культурний герой) розчистив ліс, навчив людей користуватися металами, будувати житла, виготовляти одяг, добувати їжу. Повернувшись на небо і віддавши батькові гугбаса, Ліза в нагороду за виконане доручення отримав від Маву у володіння сонце, звідки він стежить за всесвіту. В цьому варіанті міфу Ліза виступає культурним героєм.
Стосовно іншого прабатька, то Айдо-Хведо в ранніх міфах — деміург. За віруваннями, пересуваючись по землі, вона створила її поверхню. Вона підтримує землю, згорнувшись кільцем і закусивши свій хвіст. Коли Айдо-Хведо ворушиться, щоб влаштуватися зручніше, відбуваються землетруси. Живе в морі, так як не любить спеки, а її їжа — це залізо, яке роблять для неї червоні мавпи, що живуть в морі. Коли Айдо-Хведо спливає на поверхню води, то відбивається в небі веселкою. Айдо-Хведо також шанували як предка правлячого роду.

## Другорівневі боги
На другому ступені ієрархії стоять боги, що очолюють відповідні пантеони богів землі (Так Зоджі), грому (Хевіозо), моря (Агбе). Їм підпорядковані їхні діти — молодші божества, що мають чітко окреслені обов'язки і статус, які фактично здійснюють владу. Наприклад, пантеон, очолюваний Хевіозо, складають його сини: Аден, Аколомбе, Аджаката, Гбвезу та інші. Кожен пантеон мав у фон своїх жреців і своїх посвячених. В міфології шанувалася Богиня Міноха, покровителька жінок і володарка долі..
Агбе та його дружина Наєт були близнюками, народженими Маву Ліза. Інколи Агбе вважають сином бога грому Хевіоза, покровителя моря. Агбе зустрічається з Маву-Ліза на горизонті — там, де сходяться море і небо. У Агбе і Наєт народилось 6 дітей — бог хвиль, бог бурунів і т. д. Деякі з них стали згодом річками. Хевіозо міг з'являтися в образі барана, він володар неба, вершить верховний суд, так як знає потреби світу. Він посилає спеку і дощ; вбиває людей і руйнує будинки, знищує дерева і поля; але разом з тим дарує плодючість людям, родючість — полям.